# اخبار بین‌المللی
اخبار بین‌المللی، اخبار جهانی یا اخبار خارجی، اصطلاحی در رسانه‌های خبری است برای اخبار خارج از کشور دربارهٔ یک کشور دیگر یا یک موضوع جهانی. در روزنامه‌نگاری این یک شاخه است که با اخباری سروکار دارد که توسط خبرنگاران خارجی یا آژانس‌های خبری فرستاده شده و قبلاً این اطلاعات به‌طور مستقیم از تکنولوژی‌های ارتباطی مثل تلفن و ماهواره و اینترنت جمع‌آوری می‌شد.
در دنیای انگلیسی و بیشتر مناطق جهان، این حوزه به عنوان یک حوزهٔ خاص در روزنامه‌نگاری حساب نمی‌شود. به‌طور خاص در ایالات متحدهٔ آمریکا، یک تفاوت ظریف بین اخبار جهان و اخبار ملی وجود دارد که اخبار ملی به‌طور مستقیم شامل موسسات ملی و دولت می‌شود یا جنگ‌هایی که آمریکا در آن‌ها درگیر است یا سازمان‌های عالی‌رتبه‌ای که آمریکا در آن‌ها عضو است.
درواقع در تولد روزنامه‌نگاری مدرن، بیشتر خبرها خارجی بودند مثل آن‌هایی که در قرن ۱۷ در غرب و اروپای مرکزی ثبت شده‌اند مثل the Daily Courant و the Nieuwe Tijudinger و the Relation و the Avisa Relation oder Zeitung و the Courante Uyt Italien و Duytsland & C.
از زمانی که هدف این روزنامه‌ها بانکداران و تاجران شدند، آن‌ها اطلاعات را از دیگر دادوستدها که مربوط به ملت‌ها بود به دست می‌آوردند. در هر صورت بیان ایالت‌های قومی اولیه در قرن ۱۷ اروپا ارزش دارد. از قرن ۱۹ که روزنامه‌ها در اروپا، آمریکا و برخی کشورهای دیگر منتشر می‌شدند، نوآوری‌های ارتباطات مثل تلگراف، انتشار اخبار از خارج را ساده‌تر کرد. اولین آژانس‌های خبری هم در همان زمان پدید آمدند. مثل خبرگزاری فرانسه، رویترز انگلیس، خبرگزاری آلمان و آسوشیتد پرس آمریکا.
روزنامه‌نگاری جنگ یکی از زیرمجموعه‌های اخبار بین‌المللی است هرچند که پوشش اخبار جنگ ممکن است برای رسانه‌های یک کشور به شکل ملی باشد.